# Natalia Rose Caloiero
Natalia Rose Caloiero (1º maggio 2003) è una nuotatrice artistica australiana.

## Palmarès

### Coppa del Mondo
- 2 podi:
  - 1 secondo posto (1 nella gara a squadre)
  - 1 terzo posto (1 nella gara a squadre)